# Samoslav
Samoslav je historicky nedoložený moravský vládce známý pouze z nejstarších moravských pověstí. Jeho původ je odvozován od slovanského vladaře Sáma a jeho nedoloženého syna Moravoda.

## Život
Syn nedoloženého Suanthose. V roce 757/87 byl spojencem Avarů a napadl Čechy zároveň s králem Pipinem. Později byl poražen Karlem Velikým. Též zavedl v zemi křesťanství. Samoslav se dal později pokřtít. Byl údajně pohřben na Velehradě. Jeho následník byl Hormidor.